# Bánh bà xã
Bánh bà xã là món bánh ngọt truyền thống của Quảng Đông với vỏ mỏng gồm nhiều lớp bánh nhỏ, với phần nhân bánh gồm bí đao, bột sệt hạnh nhân, mè và gia vị với bột ngũ vị hương. "Bánh bà xã" là bản dịch của lou po beng từ tiếng Quảng Đông. Mặc dù có nghĩa là "người vợ" nhưng dịch theo nghĩa đen là "bánh bà lão", song song với cách gọi thông tục của từ "quý bà" dành cho "người vợ" trong tiếng Anh Mỹ.
Bánh vẫn được ưa chuộng ở Hong Kong và Trung Quốc đại lục. Nhiều người ở Hồng Kông, cũng như các đầu bếp chuyên nghiệp, cũng nướng các biến thể hiện đại.

## Biến thể
Biến thể truyền thống là từ vùng Quảng Đông-Hồng Kông. Tại đây nhân bánh chứa bí đao. Sau đó, hỗn hợp bí đao dạng kẹo được kết hợp với hạt mè trắng và bột gạo nếp. Dừa ở dạng nghiền hoặc nạo khô và bột sệt hạnh nhân, đôi khi cũng thêm vào cả vani. Hương vị tổng hòa và kết cấu nhiều lớp của miếng bánh được tạo nên bằng cách sử dụng hai lớp bột, bao gồm bột vỏ  nhào với nước và bột ruột bằng mỡ lợn sau đó áo lên lớp trứng đánh. Do tính phổ biến ngày càng tăng ở các nước phương Tây do quá trình nhập cư, bơ đôi khi được thay thế cho mỡ lợn, mặc dù điều này sẽ làm thay đổi hương vị. Độ ngọt nhẹ thanh hơn so với các loại bánh ngọt phương Tây.
Các biến thể tại Đông Nam Á có thể gồm các loại gia vị như ngũ vị hương của Trung Quốc (五香粉). Mặc dù loại gia vị này có nguồn gốc từ Trung Quốc, nhưng theo truyền thống, chúng không dùng trong các loại bánh ngọt. Bánh bà xã có thể bị nhầm lẫn với bánh phu quân, có sử dụng đại hồi trong nhân bánh.

## Truyền thuyết về nguồn gốc
Có rất nhiều truyền thuyết lý giải nguồn gốc của món bánh này. Chuyện kể rằng một cặp vợ chồng sống rất nghèo khó ở Trung Hoa xưa. Họ yêu nhau và sống trong một ngôi làng nhỏ. Đột nhiên, một căn bệnh bí ẩn lây lan và cha chồng trở nên ốm nặng. Hai vợ chồng đã tiêu hết tiền để chữa bệnh cho cha chồng. Người vợ đã bán mình làm nô tỳ để đổi lấy tiền mua thuốc chữa bệnh cho cha chồng. Khi người chồng biết được vợ mình đã làm như vậy, ông đã làm một chiếc bánh có nhân chứa hạnh nhân và bí đao. Ông ấy đã dành tặng chiếc bánh ngọt này cho người vợ mà ông không thể nào quên và bán nó trên đường. Món bánh của ông trở nên nổi tiếng đến mức có thể kiếm đủ tiền để chuộc lại vợ.
Có một phiên bản khác, ông chồng đi tìm vợ sau khi kiếm đủ tiền để chuộc lại cô ấy. Trong lúc tìm kiếm, ông đang uống trà tại một quán trà địa phương, thì đột nhiên nhận ra chiếc bánh ngọt mà họ nhâm nhi cùng trà. Ông và vợ mình đã đoàn tụ tại quán trà.
Một câu chuyện khác kể về vợ của một đầu bếp dim sum tạo ra một chiếc bánh ngọt với nhân bí đao bị ảnh hưởng bởi công thức từ gia đình mẹ cô ấy. Món bánh ngọt mới này được cho là có hương vị thơm ngon hơn so với những chiếc bánh đang được bán trong các quán trà và người đầu bếp tự hào nói với mọi người rằng nó do vợ ông làm, do đó nó được đặt tên là "bánh bà xã".
Một phiên bản khác của câu chuyện là một người đàn ông có một người vợ với lối sống cực kỳ ít vận động, người không chịu rời khỏi nhà để thỏa mãn cơn đói của mình. Một ngày nọ, người đàn ông cần đi công tác vài ngày nhưng cần cách thức để tiếp tục cung cấp thức ăn cho vợ. Vì vậy, ông đã quyết định tạo ra món bánh ngọt nhân bí đao khoét một lỗ lớn ở giữa để treo nó quanh cổ cô vợ để cô ấy không bị đói. Thật không may, ông trở về sau chuyến đi và phát hiện ra vợ mình đã chết vì đói vì người vợ chỉ ăn nửa cái bánh phần trước mà không quay đầu lại để nhận ra còn phần bánh phía sau.

## Phổ biến đại chúng
Món bánh bà xã xuất hiện chủ đạo trong bộ phim truyền hình TVB Chuyện về chàng Vượng nổi tiếng vào năm 2005.